# هارالد کلوسر
هارالد کلوسر(زاده ۹ ژوئیه ۱۹۵۶) آهنگساز، تهیه‌کننده و فیلمنامه‌نویس اتریشی است. از زمان موفقیت چشمگیرش در حوزه نقد و تجارت در سال ۲۰۰۵، که در آن جایزه موسیقی فیلم BMI را برای هر دو موسیقی متن فیلم‌های بیگانه در برابر شکارچی و روز پس از فردا دریافت کرد،  او به همکار دائمی کارگردان رولند امریش تبدیل شده است و از سال ۲۰۰۴ برای تمام فیلم‌های این کارگردان، به جز استون‌وال (۲۰۱۵)، موسیقی ساخته است. از بین این فیلم‌ها، همه به جز «ناشناس» (۲۰۱۱) حاصل همکاری با آهنگساز دیگر، توماس واندر ، بوده‌اند.
کلوسر علاوه بر آهنگسازی موسیقی متن اصلی، چندین فیلم را نیز با امریش تهیه و نویسندگی کرده است، که با ۱۰۰۰۰ سال پیش از میلاد (2008) شروع می‌شود، که امریش پس از پسندیدن تغییرات داستانی که کلوزر به فیلم The Day After Tomorrow پیشنهاد داده بود، از کلوزر دعوت کرد تا آن را بنویسد. 

## زندگی شخصی
کلوزر با دزیره نوسبوش ازدواج کرد و فرزندان این زوج، لنون و لوکا، نیز نوازنده هستند.   او از آن زمان با آنا ماریا لومبو، که بیشتر به عنوان عضوی از گروه دخترانه Eden's Crush شناخته می‌شود، وارد رابطه شده است.